# Europacup I hockey vrouwen 1975
De 2de editie van de Europacup I voor vrouwen werd gehouden van 1 tot en met 4 juni 1975 in Brussel. Er deden acht teams mee, verdeeld over twee poules. Amsterdam H&BC won deze editie door in de finale Eintracht Braunschweig te verslaan.

## Poule-indeling

### Eindstand Groep A
| Team                      | Pnt | GS | W | G | V | DV | DT | DS |
| ------------------------- | --- | -- | - | - | - | -- | -- | -- |
| 1. Eintracht Braunschweig | 6   | 3  | 3 | 0 | 0 | 9  | 0  | +9 |
| 2. Harvestehuder THC      | 3   | 3  | 1 | 1 | 1 | 4  | 4  | 0  |
| 3. SK Slavia Praha        | 3   | 3  | 1 | 1 | 1 | 5  | 6  | -1 |
| 4. Stade Français         | 0   | 3  | 0 | 0 | 3 | 4  | 12 | -8 |

### Eindstand Groep B
| Team                     | Pnt | GS | W | G | V | DV | DT | DS  |
| ------------------------ | --- | -- | - | - | - | -- | -- | --- |
| 1. Amsterdam H&BC        | 6   | 3  | 3 | 0 | 0 | 18 | 1  | +17 |
| 2. Royal Uccle Sport THC | 4   | 3  | 2 | 0 | 1 | 16 | 5  | +11 |
| 3. HC Red Sox            | 1   | 3  | 0 | 1 | 2 | 0  | 14 | -14 |
| 4. Club de Campo*        | 1   | 3  | 0 | 1 | 2 | 0  | 14 | -14 |

(*) Campo op basis van het grootste verlies (8-0) tegen R. Uccle hekkensluiter.

## Poulewedstrijden

### Donderdag 1 mei 1975
- A Eintracht Braunschweig - Slavia Praag 4-0
- A Harvestehuder THC - Stade Français 4-2
- B Amsterdam - Red Sox 7-0
- B Royal Uccle - Club de Campo 8-0

### Vrijdag 2 mei 1975
- A Stade Français - Slavia Praag 2-5
- A Harvestehuder THC - Eintracht Braunschweig 0-2
- B Amsterdam - Club de Campo 6-0
- B Royal Uccle - Red Sox 7-0

### Zaterdag 3 mei 1975
- A Stade Français - Eintracht Braunschweig 0-3
- A Harvestehuder THC - Slavia Praag 0-0
- B Club de Campo Campo - Red Sox 0-0
- B Royal Uccle - Amsterdam 1-5

## Finales

### Zondag 4 mei 1975
- 7/8: Stade Français - Campo 1-2
- 5/6: Slavia Praha - Red Sox 4-1
- 3/4: Harvestehuder - Uccle 1-2
- 1/2: Braunschweig - Amsterdam 0-1

## Eindstand
1. Amsterdam H&BC
2. Eintracht Braunschweig
3. Royal Uccle Sport THC
4. Harvestehuder THC
5. SK Slavia Praha
6. HC Red Sox
7. Club de Campo
8. Stade Français